# Onthophagus vulpes
Onthophagus vulpes är en skalbaggsart som beskrevs av Edgar von Harold 1877. Onthophagus vulpes ingår i släktet Onthophagus och familjen bladhorningar. Inga underarter finns listade i Catalogue of Life.